# Wilhelm Fabricius (Historiker, 1857)

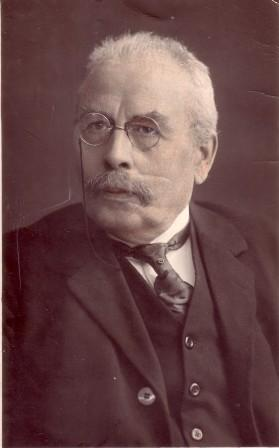
Wilhelm Fabricius (1927)

Wilhelm Fabricius (* 12. Oktober 1857 in Groß-Umstadt, Großherzogtum Hessen; † 14. April 1942 in Marburg) war ein deutscher Bibliothekar und Historiker.

## Leben
Fabricius war ein Sohn des Pfarrers und Kirchenrats Wilhelm Justus Fabricius und der Auguste Wilhelmine Luise Fabricius geborene Draudt. Nach der Reifeprüfung am Siegener Gymnasium studierte er ab 1878 an der Hessischen Ludwigs-Universität, der Universität Jena und der Ludwig-Maximilians-Universität München Naturwissenschaft, Philosophie, Pädagogik und Geschichte. 1895 wurde er zum Dr. phil. promoviert. Er trat 1896 in den preußischen Bibliotheksdienst und wurde Hilfsbibliothekar an der Universitätsbibliothek Marburg. 1902 ging er an die Kaiser-Wilhelm-Bibliothek in Posen und 1906 wieder nach Marburg. Dort wurde er später zum Oberbibliothekar und 1917 zum Honorarprofessor ernannt. 1923 trat er in den Ruhestand. Er war weiterhin forschend tätig und wurde 1925 Mitglied der Historischen Kommission für Hessen und Waldeck.
Fabricius’ Haupttätigkeitsfeld war die Studentengeschichte, die er als eigenständige Disziplin mitbegründet hatte. Er wollte sie unter dem Generalthema Hochschulkunde eingeordnet wissen. In seiner Studienzeit war er im Corps Starkenburgia (1879) und im Corps Guestphalia Jena (1880) aktiv. Später erhielt er die Bänder von Teutonia Marburg (1905), Guestphalia Marburg (1911) und des Marburger Wingolf. Im Verband Alter Corpsstudenten (VAC) nahm er zahlreiche Funktionen wahr. 1884 war er Mitbegründer der Academischen Monatshefte, 1888 Mitgründer und erster Schriftführer des VAC und Mitglied mehrerer Kommissionen, darunter bis 1935 der Historischen Kommission des Verbandes. Auf seine Initiative kam 1912 das Marburger Abkommen zustande, das als Vorläufer des Allgemeinen Deutschen Waffenrings (ADW) und des Erlanger Verbände- und Ehrenabkommens (EVA) gilt. Ebenfalls auf Fabricius ging die Einrichtung einer studentengeschichtlichen Sammlung zurück, die er selbst in Marburg von 1907 bis 1929 betreute. Sie kam in die Obhut von Carl Manfred Frommel, der sie ab 1930 an der Johann Wolfgang Goethe-Universität Frankfurt am Main und ab 1935 auf der Festung Marienberg betreute. In Würzburg bildet sie heute den Grundstock des Instituts für Hochschulkunde an der Julius-Maximilians-Universität Würzburg. Das Archiv des Kösener SC-Verbandes im Institut für Hochschulkunde verwahrt Fabricius’ wissenschaftlichen Nachlass.
Er war seit dem 29. Mai 1888 in Siegen verheiratet mit Margarete Marianne Henriette geborene Schneck. Ihrer beider Tochter Bertha heiratete den Romanisten Kurt Glaser.

## Ehrungen
- Ehrenmitglied des Corps Starkenburgia
- Ehrenmitglied des Marburger Wingolf
- Nach Fabricius wurde die Fabricius-Medaille des Convents Deutscher Akademikerverbände benannt.

## Werke (Auswahl)
- mit Karl Scharfenberg: Geschichte des Corps Starkenburgia zu Gießen von 1840–1890: zur Erinnerung an den 50jährigen Stiftungscommers zu Gießen am 7., 8. und 9. August 1890, [Berlin]: Schuh & Cie. [1891] (Digitalisat).
- Die Studentenorden des 18. Jahrhunderts und ihr Verhältnis zu den gleichzeitigen Landsmannschaften. Ein kulturgeschichtlicher Versuch, Jena: Döbereiner 1891 (Digitalisat).
- Die akademische Deposition. (Depositio cornuum.) Beiträge zur deutschen Litteratur- und Kulturgeschichte, speciell zur Sittengeschichte der Universitäten, Frankfurt a. M.: K.T. Völcker 1895 (Digitalisat).
- Siegener Studenten in früheren Jahrhunderten, Siegen: Vorländer 1898.
- Die Deutschen Corps. Eine historische Darstellung mit besonderer Berücksichtigung des Mensurwesens, Berlin: Thilo 1898, 2. Aufl. 1926 (Digitalisat 1. Aufl.).
- Geschichte und Chronik des Kösener SC-Verbandes, nach den Akten, Marburg a.L.: Elwert 1907, 3. Aufl. 1921 (Digitalisat 1. Aufl.).
- Neues Deutsches Kommersbuch (Hrsg.), Dresden: Sponsel 1911.
- Katalog der Bibliothek des Verbandes Alter Corpsstudenten, 2. Aufl., Frankfurt a. M.: Verlag der Deutschen Corpszeitung 1927.